# Camp Hill (Alabama)
Camp Hill kisváros az USA Alabama államában, Tallapoosa megyében. Lakosainak száma 1006 fő (2020. április 1.).

## Népesség
A település népességének változása:
| Lakosok száma | 1273 | 1014 | 1006 |
|               | 2000 | 2010 | 2020 |